# لایر (کنتاکی)
لایر (به انگلیسی: Lair) یک منطقهٔ مسکونی در ایالات متحده آمریکا است که در شهرستان هریسون، کنتاکی واقع شده‌است. لایر ۲۲۴٫۹۵ متر بالاتر از سطح دریا قرار دارد.